# 7-я истребительная авиационная дивизия ВВС ВМФ
7-я истребительная авиационная дивизия ВВС ВМФ (Тихоокеанского флота)

## Наименования
Условное наименование
- Управление АД в/ч 42921
- Политотдел АД в/ч 42965

Действительное наименование
- 7-я истребительная авиационная бригада ВВС ТОФ
- 7-я истребительная авиационная дивизия ВВС ТОФ
- 7-й истребительная авиационная дивизия Приморского корпуса ПВО

## История
В начале 1936 года в составе ВВС ТОФ была сформирована 42-я истребительная авиационная бригада (Приказ Командующего ТОФ № 0151 от 03.04.1936 года), которая включила в себя 9-ю ОИАЭ на аэродроме Южная Угловая, 43-ю ОИАЭ на аэродроме Восточные Кневичи и 44-ю ОИАЭ на аэродроме Южная Угловая. На вооружении стояли самолёты И-15бис и И-16.
Первого мая 1938 года, на основании Приказа НК ВМФ № 0036 42-я авиационная бригада расформирована, её командир Фёдоров П. А. — репрессирован. На базе управления 42-й бригады формируется управление 7-й истребительной авиационной бригады по штату № 15/865-А, с дислокацией управления АБ на аэр. Южная Угловая. В состав бригады вошёл 1-й ИАП на аэр. Южная Угловая, 14-й ИАп на аэр. Восточные Кневичи, 39-й ИАП на аэродроме Унаши.
Весной 1942 года 39-й ИАП выведен из состава бригады и стал отдельным полком.
1 августа 1942 года управление бригады переведено с аэродроме Южная Угловая во Владивосток, на КП ПВО флота «Гроза», где находилось вплоть до 25 мая 1943 года.
В июне 1943 года в состав бригады передан 17-й ИАП, одновременно 14-й ИАП передан в состав 12-й штурмовой авиационной бригады.
20 августа 1943 года 7-я авиационная бригада переформирована в 7-ю авиационную дивизию (Пр. НК ВМФ № 0528 от 09.07.1943) по штату № 030/361. Задачей дивизии была определена противовоздушная оборона флота.
С началом боевых действий с Японией 7-я ИАД была оперативно подчинена командиру корпуса ПВО Владивостокского МОР. Три полка дивизии отвечали за всё южное побережье Приморья.
14 февраля 1946 года, на основании приказа Командующего ТОФ № 004 от 02.02.1946 г. 7-я ИАД была подчинена командиру Владивостокского морского оборонительного района.
В 1950 году при управлении дивизии сформирована 651-я отдельная учебная эскадрилья (651-я ОУТАЭ) с базированием на аэродроме Центральная Угловая.
В марте 1951 года в состав дивизии включён 1741-й ИАП, с базированием на аэродроме Западные Кневичи. На вооружении полка были самолёты МиГ-15, остальные полки дивизии проходили поэтапное переучивание. В 1954 году личный состав был переучен на реактивную технику, 651-я ОУТАЭ расформирована.
В 1956 году происходит ротация — в дивизию передан 404-й ИАП с аэродрома Коммуна им. Ленина, который перелетел на Центральную Угловую. Взамен из дивизии передан 578-й (бывш. 12-й) ИАП.
В 1957 году 7-я ИАД передана в формируемый Приморский отдельный корпус ПВО (Пр. МО СССР № 00224 от 30.12.1956 года и дир. ГШ ВМФ №ОМУ/4/30022 от 22.01 1957 года). В составе дивизии на момент передачи было два полка — 22-й гв. ИАП и 404-й ИАП. Третий полк дивизии — 972-й ИАП (бывш. 1741-й) не передавался и вошёл в состав 154-й ИАД ВВС ТОФ.
24 марта 1960 года, в связи с сокращениями ВС СССР, управление 7-й ИАД Приморского корпуса ПВО на аэродроме Центральная Угловая было ликвидировано. Полки дивизии переданы в непосредственное подчинение командиру корпуса.

## Подчинение
ВВС ТОФ

## Командование
Командиры
- Комбриг Фёдоров П.А. (1936-1938, репрессирован)
- Ермаченков В.В. (1938-1939)
- Петров Б.Л. (1940-1942)
- Михайлов Б.И. (1942-1944)
- Сергеев И.С. (1944-1945)
- Романенко И.Г. (1945-1946)
- Павлов П.И. (1946-1948)
- Мироненко А.А. (1948-1949)
- Алексеев К.С. (1950-1954)
- Кадомцев А.Л. (1954-1956)

Заместители командира
- Никитин Н.М. (1947-1950)

Начальники штаба